# Lovelinus
Lovelinus — первый сингл-альбом южнокорейской гёрл-группы Lovelyz. Он был выпущен 7 декабря 2015 года Woolim Entertasinment. Альбом содержит три трека с заглавным синглом «For You».

## Предпосылки и релиз
25 ноября 2015 года Woollim Entertainment объявил, что Lovelyz неожиданно вёрнется через фото-тизер, которое включало логотип альбома Lovelinus. Lovelinus также является официальным фэндом-именем Lovelyz. Музыкальный тизер заглавного трека «For You» был выпущен 3 декабря 2015 года, после чего последовал выпуск полной версии вместе с цифровым альбомом 7 декабря 2015 года.

## Трек-лист
| №  | Название             | Текст песни                              | Музыка                                                   | Arrangement                             | Длительность |
| -- | -------------------- | ---------------------------------------- | -------------------------------------------------------- | --------------------------------------- | ------------ |
| 1. | «For You» (그대에게) | Heuk Tae (Jung Tae-soo)                  | Heuk Tae (Jung Tae-soo)                                  | Heuk Tae (Jung Tae-s oo), Jo Seung-joon | 3:28         |
| 2. | «Circle»             | Kim I-na                                 | OnePiece                                                 | OnePiece                                | 3:35         |
| 3. | «BeBe»               | Heuk Tae (Jung Tae-soo), Yoon Jong-seung | Heuk Tae (Jung Tae-soo), Yoon Jong-seung, Jang Jung-seuk | Yoon Jong-seung, Jang Jung-seuk         | 3:41         |

## История релиза
| Регион      | Дата             | Формат           | Лэйбл                             |
| ----------- | ---------------- | ---------------- | --------------------------------- |
| Мир         | 7 декабря, 2015  | Digital download | SM C&C, Woollim Label             |
| Южная Корея | 7 декабря, 2015  | Digital download | Woollim Label, LOEN Entertainment |
| Южная Корея | 9 сентября, 2015 | CD               | Woollim Label, LOEN Entertainment |